# Arkady Martine
AnnaLinden Weller,  znana jako Arkady Martine (ur. 19 kwietnia 1985 w Nowym Jorku) – amerykańska historyczka specjalizująca się w Cesarstwie Bizantyjskim, planerka miejska oraz pisarka literatury fantastyczno-naukowej. Dwukrotna laureatka Nagrody Hugo: w 2020 za swoją debiutancką powieść Pamięć zwana Imperium i w 2022 za jej kontynuację Pustkowie zwane pokojem.

## Życiorys
Urodziła się i dorastała w Nowym Jorku. Jej rodzice to muzycy klasyczni, pochodzą z Rosji i mają żydowskie korzenie. Jej matka jest profesorem skrzypiec w Juilliard School, zaś jej ojciec gra w Metropolitan Opera. Uzyskała tytuł licencjata w dziedzinie religioznawstwa na University of Chicago w 2007, magisterium w zakresie klasycznych studiów ormiańskich na Uniwersytecie Oksfordzkim w 2013 oraz stopień doktora z zakresu historii bizantyjskiej na Uniwersytecie Rutgersa w 2014. W latach 2014–15 była gościnnym adiunktem historii na St. Thomas University w Kanadzie, a w latach 2015–2017 na stażu podoktorskim na Uniwersytecie w Uppsali.
Określa siebie samą jako zasymilowaną amerykańską Żydówkę, zauważając, że gdy w latach 30. XX wieku jej przodkowie emigrowali do USA często grali muzykę klasyczną i tworzyli literaturę fantastyczno-naukową.
Jest działaczką na rzecz ochrony klimatu. Mieszka w Santa Fe w Nowym Meksyku wraz z żoną, Vivian Shaw. W swoim życiu mieszkała m.in. w Turcji, Kanadzie, Szwecji i Baltimore.

## Twórczość

### SeriaTeixcalaan
- Pamięć zwana Imperium (A Memory Called Empire, Tor Books 2019, wyd. pol. Zysk i S-ka 2021)
- Pustkowie zwane pokojem (A Desolation Called Peace, Tor Books 2021, wyd. pol. Zysk i S-ka 2024)

### Opowiadania
- Lace Downstairs (2012)
- Nothing Must Be Wasted (2014)
- Adjuva (2015), w Polsce ukazało się w miesięczniku „Nowa Fantastyka”, nr 12(417)/2021
- City of Salt (2015)
- When the Fall Is All That's Left (2015)
- How the God Auzh-Aravik Brought Order to the World Outside the World (2016)
- Contra Gravitatem (Vita Genevievis) (2016)
- All the Colors You Thought Were Kings (2016)
- Ekphrasis (2016)
- Ruin Marble (2017)
- The Hydraulic Emperor (2018)
- Object-Oriented (2018)
- Just a Fire (jako  A. Martine) (2018)
- Faux Ami (jako  A. Martine) (2019)
- Labbatu Takes Command of the Flagship Heaven Dwells Within (2019)
- Life and a Day (jako by A. Martine) (2019)
- A Desolation Called Peace (2020)
- A Being Together Amongst Strangers (2020)

### Poezja
- Cloud Wall (2014)
- Abandon Normal Instruments (2016)

### Literatura faktu
- Everyone's World Is Ending All the Time: Notes on Becoming a Climate Resilience Planner at the Edge of the Anthropocene (2019)